# Discalma lineata
Discalma lineata är en fjärilsart som beskrevs av Paul Dognin 1911. Discalma lineata ingår i släktet Discalma och familjen mätare. Inga underarter finns listade i Catalogue of Life.